# اچ. رادنی ویذرز
اچ. رادنی ویذرز (انگلیسی: H. Rodney Withers; زاده ۱۹۳۲– ۲۵ فوریهٔ ۲۰۱۵) یک پزشک رادیولوژی اهل استرالیا بود.

## جوایز و افتخارات
- جایزه انریکو فرمی
- نشان استرالیا